# Proctacanthus vittatus
Proctacanthus vittatus là một loài ruồi trong họ Asilidae. Proctacanthus vittatus được Olivier miêu tả năm 1789.